# Yarmouth Castle

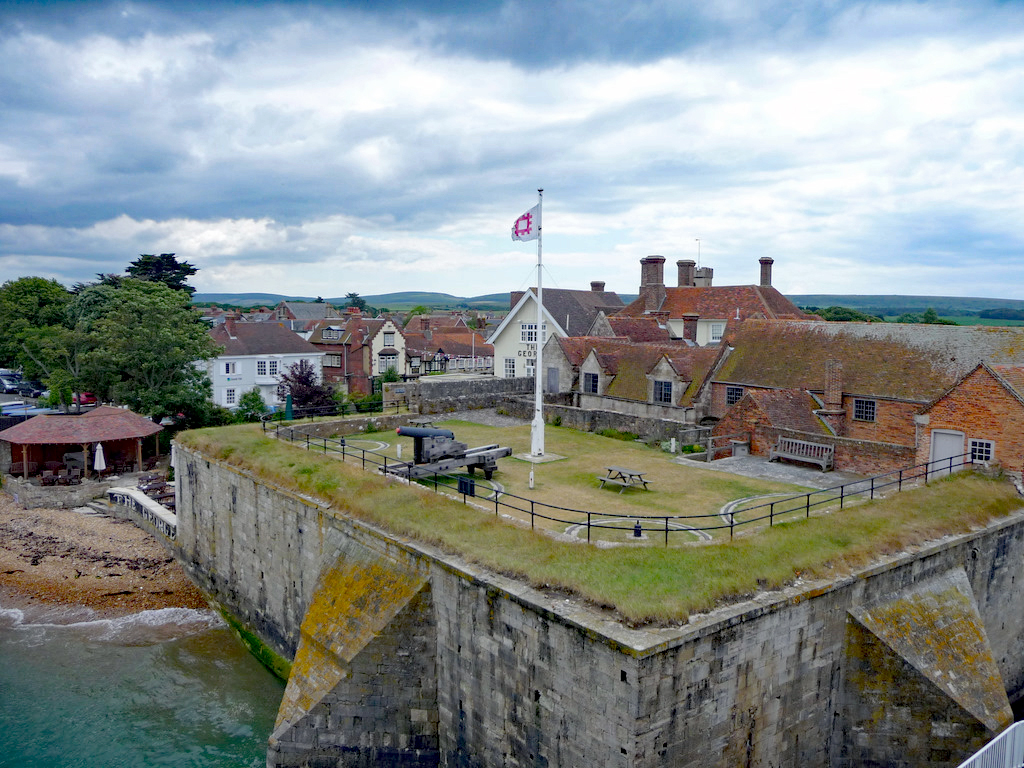
Yarmouth Castle von Nordwesten

Yarmouth Castle ist eine unter Heinrich VIII. von England erbaute und 1547 fertiggestellte Artilleriefestung, die den Hafen von Yarmouth auf der Isle of Wight vor einem drohenden französischen Angriff schützen sollte. Das an der Hafeneinfahrt gelegene, annähernd quadratische Bauwerk mit einer Seitenlänge von knapp 30 Metern trug ursprünglich 15 Geschütze und hatte eine 20-köpfige Besatzung. Es verfügte auf der Landseite über eine pfeilförmige Bastion im italienischen Stil. Sie war die erste ihrer Art in England und unterschied sich in ihrer Bauweise deutlich von den halbkreisförmigen Bastionen früherer von Heinrich erbauter Festungen.
Die Festung wurde während des 16. und 17. Jahrhunderts fortlaufend unterhalten und ausgebaut; die der See zugewandte Hälfte wurde zu einer massiven Geschützplattform aufgeschüttet und im Inneren wurden zusätzliche Unterkunftsräume für die Kanoniere eingerichtet. An der Westseite wurde eine Schanze aufgeworfen und im Osten auf der Kaimauer der Stadt eine weitere Batterie platziert. Während des Englischen Bürgerkriegs wurde die Festung meist von den Truppen des Parlaments gehalten; nach der Restauration wurde sie unter Karl II. in den 1670er Jahren neu befestigt.
Das Befestigungswerk blieb, wenn auch mit einer kleineren Besatzung und weniger Kanonen, während des 18. und 19. Jahrhunderts weiter in Gebrauch und wurde erst 1885 aufgegeben. Nach einem Zwischenspiel als Signalstation der Küstenwache wurde es im Ersten und Zweiten Weltkrieg reaktiviert. Heute betreibt die Denkmalpflegeorganisation English Heritage die Festung als Touristenattraktion.

## Geschichte

### 16. Jahrhundert

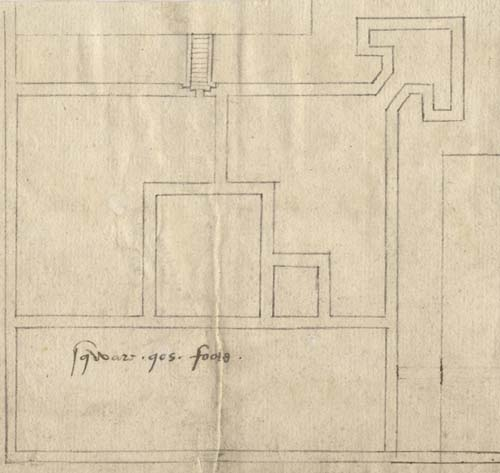
Dieser Plan der Festung von 1559 zeigt die ursprüngliche Anlage des Innenhofs, die „Pfeilspitzen“-Bastion und den an zwei Seiten vorgelagerten Wassergraben.

Der Bau von Yarmouth Castle war eine Folge der internationalen Spannungen zwischen England, Frankreich und dem Heiligen Römischen Reich (HRR) in den letzten Regierungsjahren Heinrichs VIII. Traditionell spielte die Krone keine große Rolle beim Festungsbau und -unterhalt; Küstenbefestigungen waren Sache des örtlichen Adels und der Städte. Solange Frankreich im Dauerkonflikt mit dem HRR stand, gab es zwar häufig kleinere Überfälle von See her, eine Invasion Englands erschien aber unwahrscheinlich. Im Südwesten und an der Küste von Sussex gab es nur einfache Befestigungen mit einem festen Haus oder Turm im Zentrum; im Norden Englands gab es einige wenige eindrucksvollere Festungsanlagen, aber generell waren die Befestigungen eher bescheiden.
1533 brach Heinrich mit Papst Paul III. und sagte sich von der römischen Kirche los, um seine langjährige Ehe mit Katharina von Aragon auflösen und sich wieder verheiraten zu können. Das hatte zur Folge, dass Frankreich und das HRR 1538 ein Bündnis gegen England schlossen und der Papst die beiden Länder zu einem Angriff auf England drängte. Als Reaktion ordnete Heinrich 1539 den Bau von Festungen an den verwundbarsten Stellen der Küste an. Die unmittelbare Bedrohung ging zunächst vorüber, wurde aber 1544 erneuert, als Frankreich, unterstützt von seinen schottischen Verbündeten, mit einer Invasion über den Kanal drohte. Heinrich erließ daher 1544 eine neue Verordnung, um die Verteidigungswerke des Landes, insbesondere entlang der Südküste, weiter auszubauen.
Möglicherweise war es bereits 1543 zu einem französischen Angriff auf die Stadt Yarmouth auf der Isle of Wight gekommen; ein solcher Überfall wäre wohl ein zusätzlicher Antrieb zum Bau einer Festung als Teil der zweiten Befestigungswelle gewesen. Die Festung ergänzte die bereits vorhandenen Festungswerke im Solent und schützte die wichtigste Fährverbindung zwischen der Westseite der Insel und dem Festland. Yarmouth Castle war ein um einen zentralen Innenhof herum gebautes viereckiges Artilleriefort, dessen Landseite durch eine spitz zulaufende sogenannte „Pfeilspitzen“-Bastion geschützt wurde. Es verfügte anfänglich über drei Kanonen und Feldschlangen sowie zwölf kleinere Geschütze, die durch eine Reihe von Schießscharten auf der Seeseite der Festung feuern konnten. Die kleine Besatzung bestand aus einem Stückmeister, einem Torwächter und 17 Soldaten unter dem Kommando von Richard Udall, dem ersten Festungshauptmann. Udall wohnte in der Festung, während die Soldaten in der Stadt untergebracht waren.
Die Festung wurde von George Mills unter der Oberaufsicht von Richard Worsley, dem Inselhauptmann, auf Kronland erbaut, möglicherweise an der Stelle einer bei den Kämpfen von 1543 zerstörten Kirche. Einige Jahre zuvor hatte Heinrich die englischen Klöster aufgehoben, und vermutlich wurden Steine der örtlichen Quarr Abbey zum Bau verwendet. Er war 1547 vollendet, als Mills £ 1.000 für seine Arbeit und zur Auszahlung der Soldaten erhielt, die die Baustelle während der Errichtung bewacht hatten.
Ursprüngliche Nutzung
Infolge der Thronbesteigung der römisch-katholischen Königin Maria kam es zu personellen Veränderungen. Worsley wurde 1553 zugunsten eines katholischen Anwärters entlassen und Udall wurde 1555 wegen seiner Beteiligung an der Verschwörung des Herzogs von Northumberland gegen die Königin hingerichtet. Nachdem aber 1558 die Protestantin Elisabeth I. den Thron bestiegen hatte, kam es zum Friedensschluss mit Frankreich, und die militärische Bedrohung durch Spanien trat in den Vordergrund. Elisabeth setzte Worsley wieder ein, der umfangreiche Instandsetzungsarbeiten an der Festung in Angriff nahm. Er ließ den halben Innenhof auffüllen, um eine massive Artillerieplattform zu gewinnen, die acht schwere Geschütze mit freiem Schussfeld nach See zu tragen konnte. Vermutlich ließ er auch das Stückmeisterhaus an der entgegengesetzten Seite der Festung errichten. Dennoch ergab eine Inspektion 1586, dass die Festung in schlechtem Zustand war. 1587 wurden Arbeiten für £ 50 durchgeführt, darunter die Errichtung einer Erdschanze neben der Festung, um zusätzliche Geschütze aufstellen zu können. Im darauffolgenden Jahr kam es zum Invasionsversuch der Spanischen Armada; danach wurden weitere Instandsetzungsarbeiten an der Festung durchgeführt. Aber schon 1599 hieß es in einem Bericht an die Krone, dass die Festung, die immer noch als bedeutendes Verteidigungswerk für den Solent galt, kostspielige Reparaturen benötige.

### 17. Jahrhundert

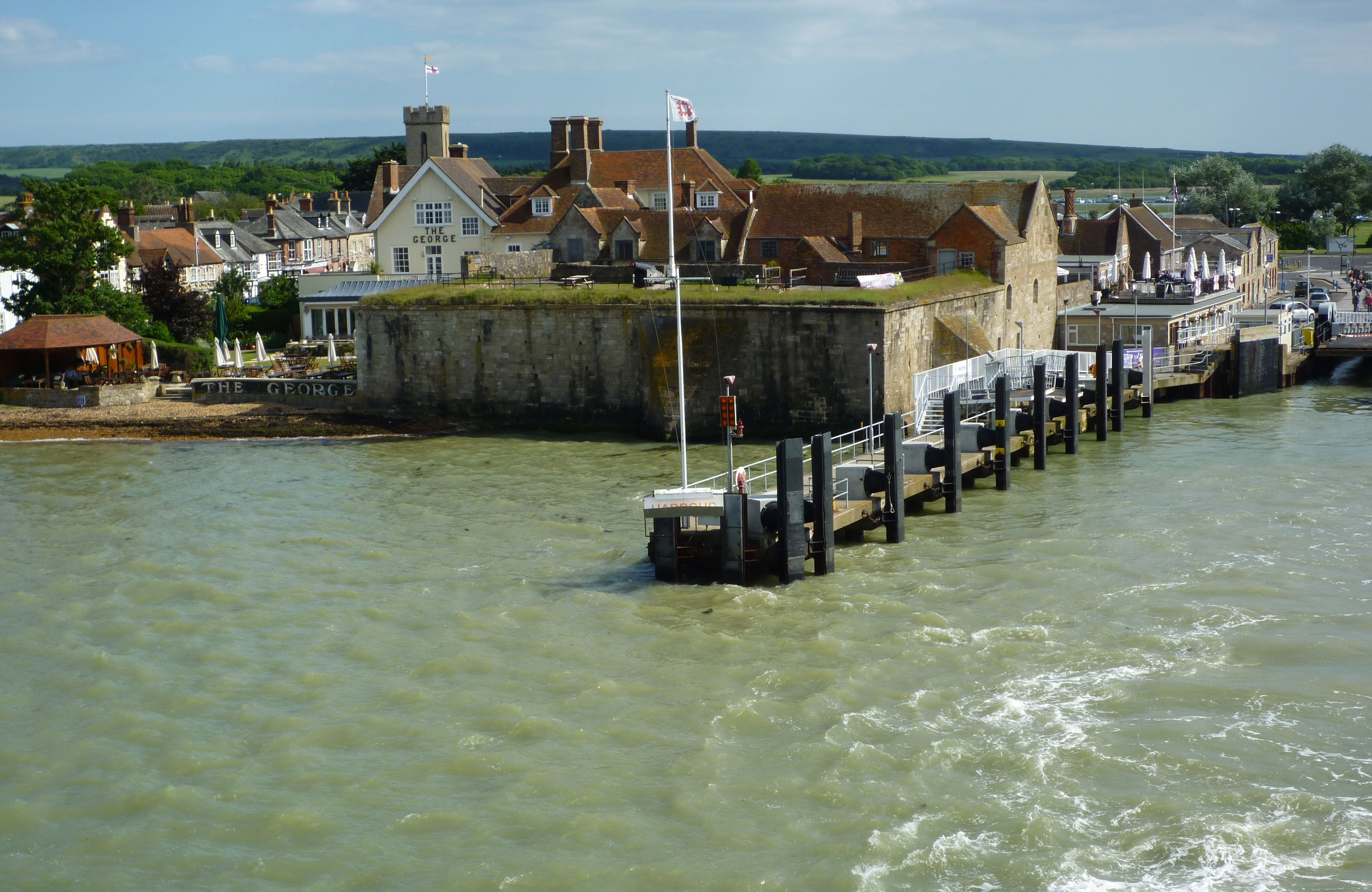
Ansicht der Festung von See her. Links davon stand die Schanze, rechts die Kaibatterie.

Yarmouth Castle blieb auch weiterhin eine wichtige militärische Anlage, sowohl als Festung wie auch als Versorgungsstation und Vorratslager. Die 1599 empfohlenen Reparaturen wurden in den ersten Jahren des 17. Jahrhunderts ausgeführt, und 1609 wurden weitere £ 300 für Yarmouth Castle und das nahegelegene Sandown Castle aufgewendet, unter anderem für zwei massive, oben abgeschrägte Strebepfeiler an den beiden seeseitigen Außenmauern.
Laut einem Bericht des damaligen Festungshauptmanns John Burley von 1623 bestand die Garnison neben dem Hauptmann nur noch aus vier Kanonieren, die Gebäude waren in einem „ruinösen“ Zustand und die Wälle reparaturbedürftig. Ähnliche Klagen wurden 1625 und 1629 erhoben. Vorschläge, die Festungswerke um eine halbmondförmige Batterie zu ergänzen, wurden nicht weiter verfolgt, aber 1632 wurden die Brustwehren erhöht und zusätzliche Unterkünfte sowie ein Lagerraum innerhalb der Festung erbaut. Die dazu benötigten Steine könnten zum Teil vom nahegelegenen Sandown Castle stammen, dessen Mauern die See zerstört hatte; vor ihrer Verwendung in Sandown waren sie vermutlich in den örtlichen Klöstern verbaut gewesen.
1642 brach der Bürgerkrieg zwischen den Anhängern des Parlaments und denen von König Karl I. aus. Anfangs hielt Captain Barnaby Burley, ein Verwandter von John Burley und glühender Royalist, die Festung mit einer kleinen Besatzung für die königliche Seite. Er kapitulierte schließlich unter der Bedingung, dass er zunächst unter bewaffnetem Schutz in der Festung bleiben durfte, und die Festung blieb bis zum Ende des Krieges unter der Kontrolle des Parlaments. Nicht lange nach der Hinrichtung des Königs 1649 wurde beschlossen, die Garnison der Festung von 30 auf 70 Soldaten zu vergrößern, da man einen möglichen Angriff der Royalisten von der Insel Jersey aus befürchtete. Die meisten dieser Soldaten lebten außerhalb der eigentlichen Festung. Die jährlichen Ausgaben für die Garnison beliefen sich auf £ 78, und zur Kostenersparnis wurde sie 1655 wieder verkleinert.

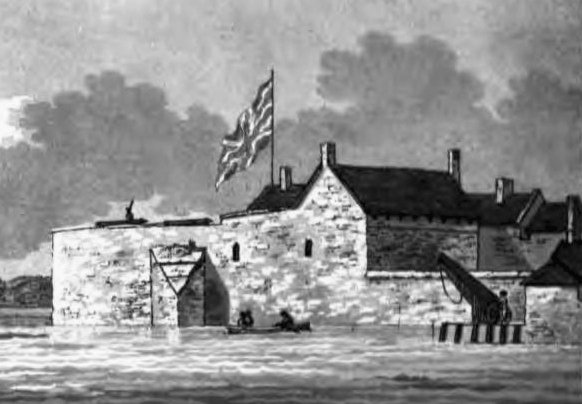
Yarmouth Castle auf einem Stich von 1794; rechts ist eine Kanone der Kaibatterie zu sehen.

Als Karl II. 1660 den Thron bestieg, demobilisierte er den größten Teil der Armee. Im darauffolgenden Jahr erhielt die Besatzung von Yarmouth Castle eine Frist von vier Tagen zum Verlassen der Festung. Der König gab bekannt, dass die Festungsartillerie nach Cowes verlegt werden sollte, es sei denn, die Stadt Yarmouth sei bereit, die laufenden Kosten der Festung auf eigene Rechnung zu übernehmen. Die Stadt lehnte ab, aber Karl I. wiederholte sein Angebot 1666; diesmal scheint die Stadt tätig geworden zu sein, denn es wurden vier Soldaten als Besatzung bestimmt. Jedoch wurde kein kommandierender Offizier ernannt, und Yarmouth unternahm offenbar nichts, um die mittlerweile verfallene Festung wieder instand zu setzen.
1670 wurde die Festung wieder von der Krone übernommen, und Robert Holmes, der neue Hauptmann der Isle of Wight, ließ einige Kanonen von Cowes in die Festung zurückbringen. Der Platz wurde neu befestigt und eine neue Batterie auf der benachbarten Kaimauer aufgestellt; zugleich wurden die alten Erdwälle beseitigt und der Wassergraben wurde verfüllt. Für sich selbst baute Holmes neben der Festung ein Herrenhaus, in dem er dreimal den König beherbergte.
1688 sah sich Karls Bruder, Jakob II., mit einem ausgedehnten Aufstand und der Möglichkeit einer Invasion Englands durch Wilhelm III. von Oranien konfrontiert. Holmes war ein Anhänger Jakobs und wollte Yarmouth Castle für den König halten, aber die Einwohner von Yarmouth und die Garnison standen auf Wilhelms Seite und hinderten ihn daran, offen Partei für den König zu ergreifen.

### 18. bis 21. Jahrhundert

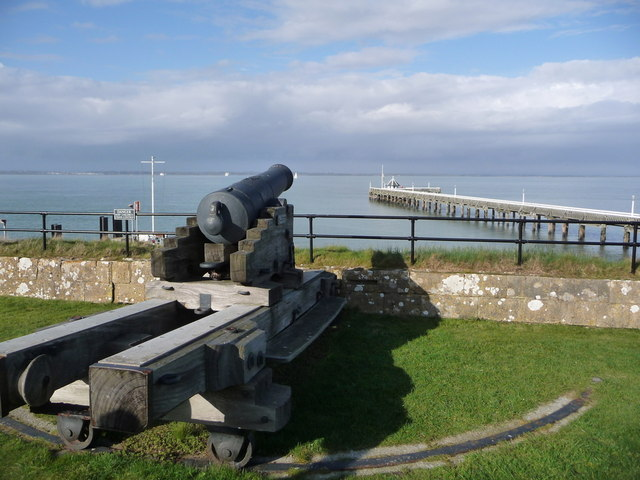
Schiffsgeschütz mit Lafette auf Schienenkranz auf der Plattform

Yarmouth Castle blieb weiter in Verwendung, und Berichte von 1718 und 1760 zeigen, dass es mit acht Sechspfündern (Geschossgewicht 2,7 kg) auf der Festung selbst und fünf Neunpfündern (Geschossgewicht 4,1 kg) auf der Kaimauer bestückt war. Während dieser Zeit bestand die Besatzung vermutlich aus einem Hauptmann und sechs Kanonieren, die von der örtlichen Miliz unterstützt wurden. Im frühen 18. Jahrhundert wurde Holmes’ Herrenhaus umgebaut und erhielt sein heutiges Aussehen. Im 18. Jahrhundert war der Hafen von Yarmouth jedoch allmählich versandet und wurde durch industrielle Bauten beeinträchtigt, so dass seine Bedeutung als Ankerplatz zurückging. Zudem war die Bauweise der Festung nicht mehr zeitgemäß.
Während der Napoleonischen Kriege erhielt 1813 die Brustwehr eine veränderte Gestalt. Der Krimkrieg löste neue Invasionsängste aus, und 1855 wurde die englische Südküste abermals befestigt. Yarmouth Castle wurde in diesem Jahr umfangreich instand gesetzt, auf der Plattform wurden vier Schiffsgeschütze auf Schienenkränzen aufgestellt und eine reguläre Landwehreinheit wurde als Besatzung der Festung abgestellt. Ein Vorschlag von 1881, die gesamte Festungsanlage zu modernisieren, wurde abgelehnt, und 1885 wurden die Festungsbesatzung und die Geschütze abgezogen.
1898 begann die Küstenwache, die Festung als Signalstation zu nutzen. 1901 übergab das Kriegsministerium die Anlage an die Wald- und Forstverwaltung (Commissioners of Woods and Forests), und 1912 wurden einige Teile, darunter Holmes’ ehemaliges Herrenhaus, an das Pier Hotel vermietet, das heutige George Hotel, das immer noch an der Stelle des früheren Wassergrabens steht. Das Office of Works führte 1913 Reparaturarbeiten an der Festung durch, die im Ersten wie im Zweiten Weltkrieg wieder militärischen Zwecken diente. Erst in den 1950er Jahren endete endgültig ihre militärische Nutzung.
Im 21. Jahrhundert steht Yarmouth Castle unter der Verwaltung der Denkmalpflegeorganisation English Heritage und dient als touristische Attraktion, mit 9.007 Besuchern im Jahr 2010. Es steht als Grade I listed building und als scheduled monument unter Denkmalschutz.

## Architektur

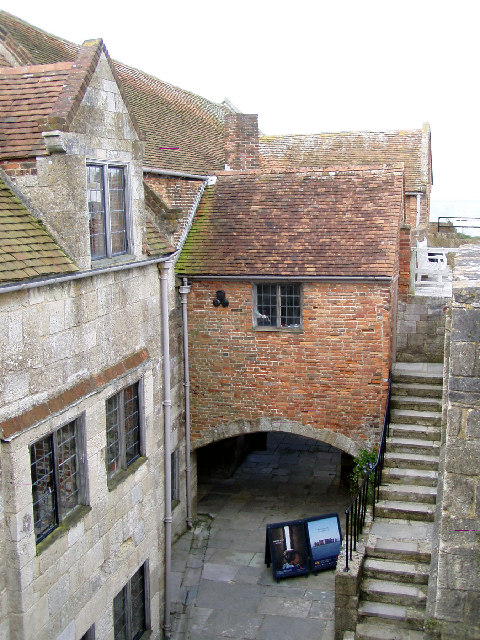
Blick über den Innenhof; links der Long Room mit Dachgaube, in der Mitte der Arkadenvorbau des Stückmeisterhauses, rechts der Treppenaufgang zur Plattform

Yarmouth Castle ist ein annähernd quadratisches Festungsbauwerk mit einer Seitenlänge von knapp 30 Metern und einer pfeilförmigen Bastion zum Schutz der Landseite. Die seeseitigen Nord- und Westmauern sind jeweils durch dreieckige Strebepfeiler verstärkt. Die Süd- und die Ostseite waren ursprünglich durch einen zehn Meter breiten Wassergraben geschützt, der heute zugeschüttet ist. Die Schanze aus dem 16. Jahrhundert und die Kaimauerbatterie, die ursprünglich auf dem Gebiet westlich der Pier Street und nördlich der Quay Street standen, wurden ebenfalls zerstört.
Die Mauern der Festung bestehen größtenteils aus Werkstein, mit etwas rotem Ziegelmauerwerk an der Südseite. Nur wenige Schießscharten durchbrechen die Mauern der Festung sowie die Flanken der Bastion, von denen aus der Graben bestrichen werden konnte. Das Innere der Festung bildete ursprünglich einen Kranz von Gebäuden um einen zentralen Innenhof, aber bereits im 16. Jahrhundert wurde die südliche Hälfte des Innenhofs aufgefüllt, um eine massive Kanonenplattform zu gewinnen, die auch schwere Geschütze tragen konnte. Sie wurde im späteren 16. Jahrhundert auf ihr heutiges Niveau erhöht. Die Brustwehr ist heute mit Rasen bedeckt, ihre Ecken wurden im 19. Jahrhundert abgerundet. Die vier Schienenkränze zum Richten der Schiffsgeschütze von 1855 sind noch sichtbar. Ein kleiner Unterkunftsraum am oberen Ende des Treppenaufgangs ist nicht mehr erhalten.
Der pfeilspitzenförmige Grundriss der Bastion spiegelt neue Erkenntnisse im Festungsbau wider, die sich im 16. Jahrhundert von Italien aus verbreiteten. Frühere Festungen aus der Zeit Heinrichs VIII. verwendeten halbkreisförmige Bastionen im älteren europäischen Stil, die Schwachstellen im Mauerwerk abdecken sollten; ein pfeilförmiger Grundriss bot den Verteidigern aber ein erheblich größeres Schussfeld zur Abwehr von Angreifern. Yarmouth war eine der ersten Festungen Europas und die erste in England, die diesen neuartigen Entwurf verwendete.
Die Unterkünfte und sonstigen Räumlichkeiten befinden sich auf der Südseite der Festung. Im Erdgeschoss führt der Eingang in einen Innenhof, an den sich vier tonnengewölbte Räume in der Südwest-Ecke anschließen, in denen im 17. Jahrhundert die Besatzung untergebracht war. Zwei davon wurden später in Magazine umgewandelt; in einem davon sind noch entsprechende Vorrichtungen zu sehen. In der südöstlichen Ecke steht das Haus des Stückmeisters, bestehend aus Diele, Küche und Wohnraum im Erdgeschoss, Schlafzimmer und Dachkammer in den Obergeschossen. Diele und Wohnraum waren ursprünglich durch eine Zwischenwand getrennt; auch die Schlafkammer war ursprünglich unterteilt. Im ersten Stock ist eine kleine Kammer auf Arkaden über den Innenhof hinausgebaut, die als Unterkunft diente. Über den tonnengewölbten Räumen erstreckt sich im ersten Stock der Long Room mit seiner massiven, original erhaltenen Dachkonstruktion.